# 代湾村
代湾村，位于中华人民共和国河南省驻马店市正阳县陡沟镇境内 ，是一个村级行政单位，历史上它是受新蔡县管辖的代湾乡。据当地县志，代湾地区在明朝末期便有人类活动的记载。历史上，代湾出现过一些知名的人物，在辛亥革命期间也是活动的积极发源地，比较出名的有著名历史学家、社会团体研究专家戴玄之先生。